# ベルテポルフィン
ベルテポルフィン（Verteporfin）はベンゾポルフィリン誘導体であり、湿潤型黄斑変性症などに伴う眼の異常血管を除去する光線力学療法の光増感剤として使用される医薬品である。ベルテポルフィンはこの異常血管に蓄積し、酸素存在下で波長689nmの非熱的な赤色光の刺激を受けると、反応性の高い短命の一重項酸素などの反応性酸素ラジカルを生成し、内皮の局所的な損傷や血管の閉塞を引き起こす。 
また、適応外使用であるが、中心性漿液性脈絡網膜症の治療にも用いられる。

## 効能・効果
中心窩下脈絡膜新生血管を伴う加齢黄斑変性症

## 投与方法
レーザー照射15分前に点滴静脈注射する。

## 警告
- 投与後48時間は皮膚または眼を直射日光や強い室内光に暴露させないよう注意する必要がある[2][5]。
- 光照射した場合に、視力低下等の高度の視覚障害が誘発される恐れがあり、回復しなかった症例も認められている[5]。

## 禁忌
- ポルフィリン症の患者[2][5]
- 眼底の観察が困難な患者[5]

## 副作用
重大な副作用は、下記の通りである。
- 眼障害

重篤な視力低下（3.1％）、視覚異常（変視症、霧視等）（4.7％）、視野欠損、硝子体出血、網膜下出血（1.6％）、網膜剥離、網膜色素上皮剥離、網膜色素上皮裂孔、網膜浮腫、黄斑浮腫
- アナフィラキシー、血管迷走神経反応

- 痙攣
- 脳梗塞（1.6％）、大動脈瘤（1.6％）、心筋梗塞（1.6％）
- 出血性胃潰瘍
- 全身性の疼痛

治療対象眼に見られた主な副作用は視覚障害（視覚異常、視力低下、視野欠損）（16.2％：この内、回復しない症例が58.2％））、眼痛（2.0％）等であり、全身性の主な副作用は背部痛（4.6％）、頭痛（4.4％）、悪心（2.1％）、無力症（1.7％）、光線過敏性反応（1.6％）等であった。また、注射部位の副作用は疼痛（5.7％）、浮腫（3.6％）、炎症（1.8％）等が認められた。

## 相互作用
ベルテポルフィンは薬用ハーブのナツシロギク（Tanacetum parthenium）と相互作用することが知られており、理由は不明だがベルテポルフィンの拮抗薬として作用する様である。2つの物質を同時に摂取することは望ましくない。
ベルテポルフィンはシトクロムP450の酵素で代謝されないため、他の薬剤のシトクロムP450による代謝に影響を与えないと考えられている。

## 傷痕除去
ベルテポルフィンは、ヒトの皮膚組織の治癒過程における瘢痕の除去に関する研究で求められる効果を持つ医薬品として挙げられている。 

## 参考資料
1. ↑  “Visudyne package insert”. 2021年5月22日閲覧。
2. 1 2 3  Verteporfin monograph
3. ↑  “Verteporfin”. Drugs & Aging 16 (2):  139–46; discussion 147-8. (February 2000). doi:10.2165/00002512-200016020-00005. PMID 10755329.
4. ↑  “Profile of verteporfin and its potential for the treatment of central serous chorioretinopathy”. Clinical Ophthalmology 7:  1867–75. (2013). doi:10.2147/OPTH.S32177. PMC 3788817. PMID 24092965.
5. 1 2 3 4 5 6  “ビスダイン静注用15mg 添付文書”. www.info.pmda.go.jp.   PMDA. 2021年5月22日閲覧。
6. ↑  “Feverfew and Verteporfin Interactions”. Drugs.com. 2015年4月14日閲覧。
7. ↑  “Visudyne (verteporfin for injection) prescribing information”. FDA.   FDA. 2021年4月12日閲覧。
8. ↑  Molteni, Megan, In mouse experiments, scientists unlock the key to scar-free skin healing, STAT News, April 22, 2021